# Crinum verdoorniae
Crinum verdoorniae är en amaryllisväxtart som beskrevs av Lehmiller. Crinum verdoorniae ingår i släktet Crinum, och familjen amaryllisväxter. Inga underarter finns listade i Catalogue of Life.